# Henrik 4. af Frankrig
|  | For andre personer med navnet Henrik 4., se Henrik 4.. |
Henrik 4. af Frankrig (fransk: Henri IV) (13. december 1553 – 14. maj 1610) var konge af Navarra (som Henrik 3.) fra 1572 til 1610 og af Frankrig fra 1589 til 1610. Han var den første franske konge af Huset Bourbon. Hans forældre var Anton af Bourbon og Jeanne d'Albret.
Han var dattersøn af Frans 1.s søster Margrethe af Navarra og derfor nærmeste tronarving, da Valois-slægten uddøde i 1589 midt under religionskrigene. Henrik, der oprindelig var protestant, gik i 1593 over til katolicismen, da franskmændene nægtede at gøre en kætter til konge ("Paris er vel en messe værd").
Han skabte som konge forlig mellem de stridende religioner og gav ved Nantes-ediktet i 1598 huguenotterne udstrakt frihed.
Han havde betydelige evner som statsmand og genrejste sammen med sin dygtige finansminister Sully landets økonomi efter religionskrigene. De to støttede erhvervslivet og satte store vej- og kanalanlæg i gang. Det var i hans regeringsperiode, at Frankrig påbegyndte koloniseringen af Canada og grundlagde hovedstaden Quebec i provinsen af samme navn.
Han var en venlig og munter mand og var højt elsket af befolkningen. Alligevel blev han myrdet 14. maj 1610 i Paris af en katolsk fanatiker, François Ravaillac.

## Ægteskaber og børn
Henrik giftede sig første gang den 18. august 1572 i Notre Dame-kirken i Paris med sin halvkusine Marguerite af Valois (kendt som Dronning Margot (fransk: la Reine Margot)), datter af kong Henrik 2. af Frankrig og Katarina af Medici. Deres barnløse ægteskab blev annulleret i 1599.
Henrik giftede sig anden gang den 17. december 1600 ved en prokurationsvielse i Santa Maria del Fiore-katedralen i Firenze med Marie af Medici, datter af storhertug Frans 1. af Toscana og ærkehertuginde Johanna af Østrig. I dette ægteskab blev der født seks børn.

### Børn
1. Ludvig 13. af Frankrig (1601-43), gift med Anna af Østrig (1601-1666)
2. Elisabeth (1602-44), gift med kong Filip 4. af Spanien
3. Christine (1606-63), gift med hertug Victor Amadeus 1. af Savoyen
4. Nicolas-Henri, hertug af Orléans (1607-11)
5. Gaston, hertug af Orléans (1608-60), gift med Maria af Bourbon.
6. Henriette Marie (1609-69), gift med kong Karl 1. af England